# Chung kết UEFA Europa League 2023
Trận chung kết UEFA Europa League 2023 là trận đấu cuối cùng của UEFA Europa League 2022-23, mùa giải thứ 52 của giải đấu bóng đá cấp câu lạc bộ hạng nhì của châu Âu do UEFA tổ chức và là mùa giải thứ 14 kể từ khi giải được đổi tên từ Cúp UEFA thành UEFA Europa League. Trận đấu được diễn ra tại Sân vận động Puskás ở Budapest, Hungary vào ngày 31 tháng 5 năm 2023, giữa câu lạc bộ Sevilla của Tây Ban Nha và câu lạc bộ Roma của Ý. Do việc hoãn và dời địa điểm của trận chung kết năm 2020, các địa điểm tổ chức trận chung kết được lùi lại một năm, với Budapest thay vào đó tổ chức trận chung kết năm 2023.
Sevilla giành chiến thắng 4–1 trên chấm luân lưu sau khi hòa 1–1 sau hiêp phụ để có kỷ lục lần thứ 7 giành danh hiệu Cúp UEFA/Europa League. Với tư cách là đội vô địch, họ lọt vào vòng bảng của UEFA Champions League 2023-24 và giành quyền thi đấu với đội vô địch của UEFA Champions League 2022-23 trong trận Siêu cúp châu Âu 2023.

## Các đội bóng
Trong bảng sau đây, các trận chung kết đến năm 2009 thuộc kỷ nguyên Cúp UEFA, kể từ năm 2010 thuộc kỷ nguyên UEFA Europa League.
| Đội     | Số lần tham dự trận chung kết trước (chữ đậm thể hiện năm vô địch) |
| ------- | ------------------------------------------------------------------ |
| Sevilla | 6 (2006, 2007, 2014, 2015, 2016, 2020)                             |
| Roma    | 1 (1991)                                                           |

## Địa điểm

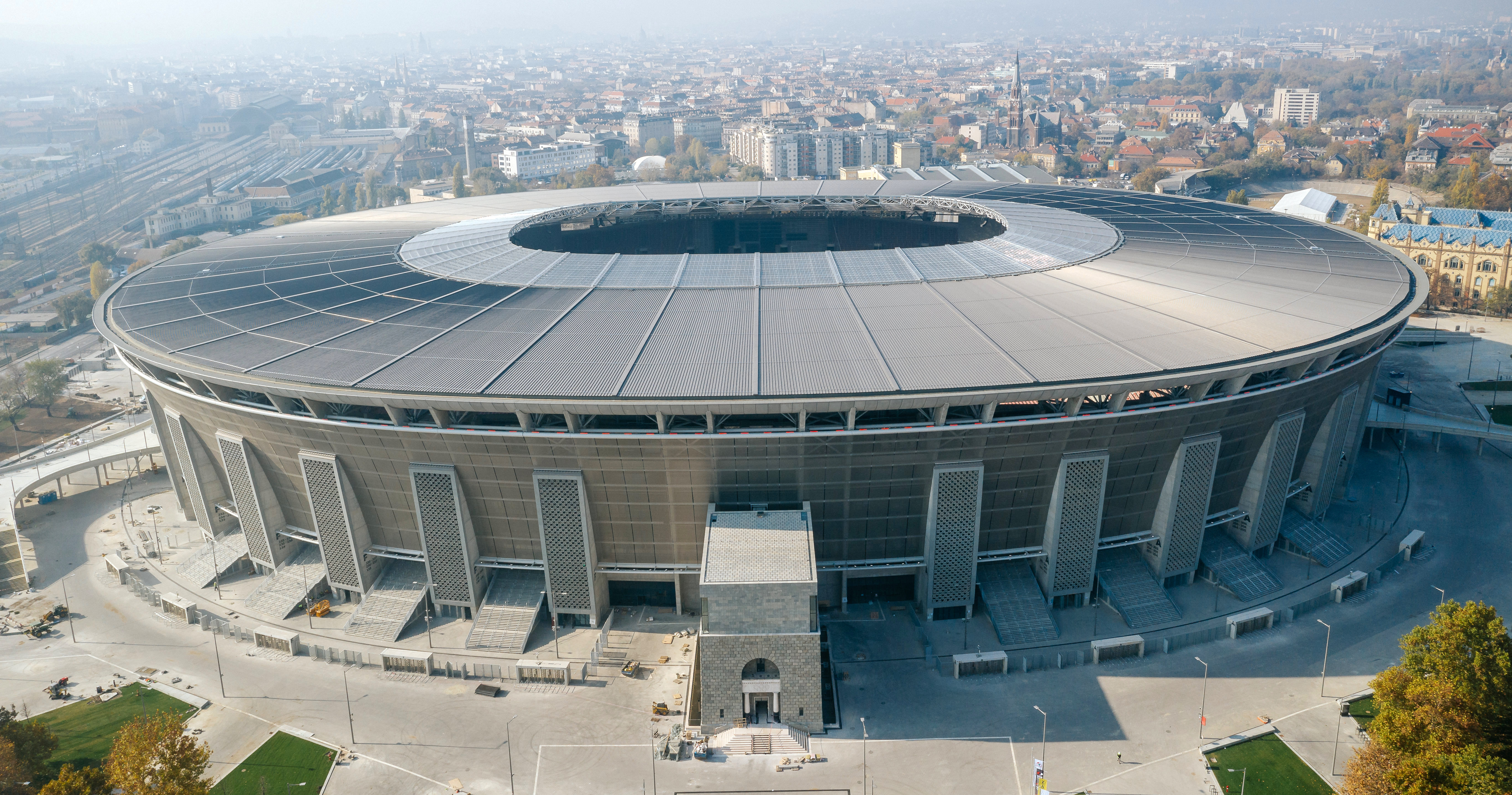
Sân vận động Puskás ở Budapest là nơi tổ chức trận chung kết.

Trận đấu này là trận chung kết Cúp UEFA/Europa League đầu tiên được tổ chức ở Budapest và là trận chung kết thứ hai trong lịch sử của giải đấu được tổ chức ở Hungary sau trận lượt đi năm 1985. Trận chung kết này cũng là trận chung kết giải đấu cấp câu lạc bộ UEFA thứ ba được tổ chức ở thành phố này sau trận chung kết UEFA Women's Champions League 2019 và Siêu cúp châu Âu 2020, khiến đây trở thành trận chung kết cấp câu lạc bộ UEFA thứ tư ở Hungary. Sân vận động này cũng được chọn làm địa điểm tổ chức cho UEFA Euro 2020, nơi tổ chức ba trận đấu vòng bảng và một trận đấu vòng 16 đội.

### Lựa chọn địa điểm tổ chức
Sân vận động Puskás được Ủy ban điều hành UEFA lựa chọn làm địa điểm tổ chức trong cuộc họp ở Amsterdam, Hà Lan vào ngày 2 tháng 3 năm 2020.
Vào ngày 17 tháng 6 năm 2020, Ủy ban điều hành UEFA thông báo rằng do việc hoãn và dời địa điểm của trận chung kết năm 2020, Budapest thay vào đó tổ chức trận chung kết năm 2023.

## Đường đến trận chung kết
Ghi chú: Trong tất cả các kết quả dưới đây, tỉ số của đội lọt vào chung kết được đưa ra trước tiên (N: sân nhà; K: sân khách).
| VT | Đội               | ST | Đ  |
| -- | ----------------- | -- | -- |
| 1  | Manchester City   | 6  | 14 |
| 2  | Borussia Dortmund | 6  | 9  |
| 3  | Sevilla           | 6  | 5  |
| 4  | Copenhagen        | 6  | 3  |

| VT | Đội                | ST | Đ  |
| -- | ------------------ | -- | -- |
| 1  | Real Betis         | 6  | 16 |
| 2  | Roma               | 6  | 10 |
| 3  | Ludogorets Razgrad | 6  | 7  |
| 4  | HJK                | 6  | 1  |

## Thông tin trận đấu

### Diễn biến
Phút 35, Roma dẫn trước khi Paulo Dybala sút bóng chìm vào góc phải khung thành sau đường chuyền của Gianluca Mancini, nhưng Sevilla gỡ hòa 10 phút vào hiệp hai khi Mancini phản lưới nhà sau một hiệp hai. Đường chuyền của Jesús Navas ở bên phải để nâng tỉ số lên 1–1. Trận đấu chuyển sang loạt luân lưu sau gần 130 phút thi đấu. Sau hai quả phạt đền hỏng của Roma trong loạt luân lưu, một trong số đó bị Bono cản phá và quả còn lại đi trúng cột dọc, Gonzalo Montiel, người cũng đã ghi bàn thắng quyết định cho Argentina trong trận chung kết FIFA World Cup 2022 với Pháp, đã ghi bàn thắng quyết định cho Roma. Sevilla. Quả phạt đền của anh ấy lúc đầu bị trượt nhưng đã được thực hiện lại do phạm lỗi.

### Chi tiết
Đội "nhà" (vì mục đích hành chính) được xác định bằng một lượt bốc thăm bổ sung được tổ chức sau khi bốc thăm tứ kết và bán kết.
| Sevilla                                | 1–1 (s.h.p.) | Roma                           |
| -------------------------------------- | ------------ | ------------------------------ |
| - Mancini 55' (l.n.)                   | Chi tiết     | - Dybala 35'                   |
| Loạt sút luân lưu                      |              |                                |
| - Ocampos - Lamela - Rakitić - Montiel | 4–1          | - Cristante - Mancini - Ibañez |

| Sevilla | Roma |

| GK                   | 13 | Yassine Bounou    |         |        |
| RB                   | 16 | Jesús Navas (c)   |         | 94'    |
| CB                   | 44 | Loïc Badé         |         |        |
| CB                   | 6  | Nemanja Gudelj    |         | 120+8' |
| LB                   | 3  | Alex Telles       |         | 94'    |
| CM                   | 20 | Fernando          |         | 120+8' |
| CM                   | 10 | Ivan Rakitić      | 65'     |        |
| RW                   | 55 | Lucas Ocampos     | 120+10' |        |
| AM                   | 21 | Óliver Torres     |         | 46'    |
| LW                   | 25 | Bryan Gil         |         | 46'    |
| CF                   | 15 | Youssef En-Nesyri |         |        |
| Dự bị:               |    |                   |         |        |
| GK                   | 1  | Marko Dmitrović   |         |        |
| GK                   | 31 | Alberto Flores    |         |        |
| DF                   | 2  | Gonzalo Montiel   | 120+4'  | 94'    |
| DF                   | 4  | Karim Rekik       |         | 94'    |
| DF                   | 14 | Tanguy Nianzou    |         |        |
| DF                   | 23 | Marcão            |         | 120+8' |
| MF                   | 8  | Joan Jordán       | 120'    | 120+8' |
| MF                   | 24 | Papu Gómez        |         |        |
| MF                   | 43 | Manu Bueno        |         |        |
| FW                   | 7  | Suso              |         | 46'    |
| FW                   | 12 | Rafa Mir          | 36'     |        |
| FW                   | 17 | Erik Lamela       | 109'    | 46'    |
| Huấn luyện viên:     |    |                   |         |        |
| José Luis Mendilibar |    |                   |         |        |

| GK               | 1             | Rui Patrício           |         |      |
| CB               | 23            | Gianluca Mancini       | 48'     |      |
| CB               | 6             | Chris Smalling         |         |      |
| CB               | 3             | Roger Ibañez           |         |      |
| RM               | 19            | Zeki Çelik             | 74'     | 91'  |
| CM               | 4             | Bryan Cristante        | 65'     |      |
| CM               | 8             | Nemanja Matić          | 21'     | 120' |
| LM               | 37            | Leonardo Spinazzola    |         | 106' |
| AM               | 7             | Lorenzo Pellegrini (c) | 45'     | 106' |
| CF               | 21            | Paulo Dybala           |         | 68'  |
| CF               | 9             | Tammy Abraham          |         | 75'  |
| Dự bị:           |               |                        |         |      |
| GK               | 63            | Pietro Boer            |         |      |
| GK               | 99            | Mile Svilar            |         |      |
| DF               | 2             | Rick Karsdorp          | 120+10' |      |
| DF               | 14            | Diego Llorente         |         | 106' |
| MF               | 20            | Mady Camara            |         |      |
| MF               | 25            | Georginio Wijnaldum    |         | 68'  |
| MF               | 52            | Edoardo Bove           |         | 120' |
| MF               | 59            | Nicola Zalewski        | 105'    | 91'  |
| MF               | 62            | Cristian Volpato       |         |      |
| MF               | 68            | Benjamin Tahirović     |         |      |
| FW               | 11            | Andrea Belotti         |         | 75'  |
| FW               | 92            | Stephan El Shaarawy    |         | 106' |
| Huấn luyện viên: |               |                        |         |      |
| José Mourinho    | José Mourinho | José Mourinho          | 120'    |      |

| Cầu thủ xuất sắc nhất trận đấu: Yassine Bounou (Sevilla) Trợ lý trọng tài: Gary Beswick (Anh) Adam Nunn (Anh) Trọng tài thứ tư: Michael Oliver (Anh) Trợ lý trọng tài dự bị: Stuart Burt (Anh) Trợ lý trọng tài video: Stuart Attwell (Anh) Trợ lý tổ trợ lý trọng tài video: Chris Kavanagh (Anh) Hỗ trợ trợ lý trọng tài video: Bastian Dankert (Đức) | Luật trận đấu - 90 phút thi đấu chính thức - 30 phút của hiệp phụ nếu tỷ số hòa sau thời gian thi đấu chính thức - Loạt sút luân lưu nếu tỷ số vẫn hòa sau hiệp phụ - Mỗi đội có 12 cầu thủ dự bị - Mỗi đội thay tối đa 5 cầu thủ, với cầu thủ thứ sáu được phép thay ở hiệp phụ |

### Thống kê
| Thống kê           | Sevilla | Roma |
| ------------------ | ------- | ---- |
| Bàn thắng ghi được | 0       | 1    |
| Tổng cú sút        | 4       | 2    |
| Cú sút trúng đích  | 1       | 2    |
| Cứu thua           | 1       | 1    |
| Kiểm soát bóng     | 58%     | 42%  |
| Phạt góc           | 2       | 1    |
| Phạm lỗi           | 7       | 8    |
| Việt vị            | 0       | 0    |
| Thẻ vàng           | 1       | 2    |
| Thẻ đỏ             | 0       | 0    |

| Thống kê           | Sevilla | Roma |
| ------------------ | ------- | ---- |
| Bàn thắng ghi được | 1       | 0    |
| Tổng cú sút        | 10      | 6    |
| Cú sút trúng đích  | 1       | 1    |
| Cứu thua           | 1       | 1    |
| Kiểm soát bóng     | 65%     | 35%  |
| Phạt góc           | 2       | 0    |
| Phạm lỗi           | 8       | 8    |
| Việt vị            | 1       | 0    |
| Thẻ vàng           | 1       | 3    |
| Thẻ đỏ             | 0       | 0    |

| Thống kê           | Sevilla | Roma |
| ------------------ | ------- | ---- |
| Bàn thắng ghi được | 0       | 0    |
| Tổng cú sút        | 3       | 2    |
| Cú sút trúng đích  | 1       | 0    |
| Cứu thua           | 0       | 1    |
| Kiểm soát bóng     | 65%     | 35%  |
| Phạt góc           | 2       | 3    |
| Phạm lỗi           | 6       | 3    |
| Việt vị            | 0       | 1    |
| Thẻ vàng           | 4       | 2    |
| Thẻ đỏ             | 0       | 0    |

| Thống kê           | Sevilla | Roma |
| ------------------ | ------- | ---- |
| Bàn thắng ghi được | 1       | 1    |
| Tổng cú sút        | 17      | 10   |
| Cú sút trúng đích  | 3       | 3    |
| Cứu thua           | 2       | 3    |
| Kiểm soát bóng     | 62%     | 38%  |
| Phạt góc           | 6       | 4    |
| Phạm lỗi           | 21      | 19   |
| Việt vị            | 1       | 1    |
| Thẻ vàng           | 6       | 7    |
| Thẻ đỏ             | 0       | 0    |